# گلیمپیرید
گلیمپیرید(به انگلیسی: Glimepiride)، دارویی است که در دیابت شیرین نوع ۲ استفاده می‌شود. نسبت به متفورمین از ارجحیت کمتری برخوردار است. استفاده از آن همراه با رژیم و فعالیت جسمانی توصیه می‌شود. به صورت خوراکی تجویز می‌شود. حداکثر اثر گلیمپیراید سه ساعت پس از مصرف ظاهر می‌شود و تا حدود یک روز ادامه دارد.
عوارض جانبی شایع آن شامل سردرد، حالت تهوع و سرگیجه است. عوارض جانبی جدی ممکن است شامل هیپوگلیسمی باشد. استفاده از این دارو در دوران بارداری و شیردهی توصیه نمی‌شود. عملکرد این دارو عمدتاً با افزایش مقدار انسولین ترشح شده از لوزالمعده است. گلیمپیرید به عنوان سولفونیل‌اوره نسل دوم طبقه‌بندی می‌شود.
گلیمپیرید در سال ۱۹۷۹ ثبت اختراع شد و در سال ۱۹۹۵ برای استفاده پزشکی تأیید شد. این دارو به صورت یک داروی ژنریک در دسترس است. در سال ۲۰۱۸، با بیش از ۱۱ میلیون نسخه، هفتاد و یکمین داروی پر تجویز در ایالات متحده بود.